# Assyriella bellardii
Assyriella bellardii е вид охлюв от семейство Helicidae.

## Разпространение и местообитание
Този вид е разпространен в Кипър.
Обитава скалисти райони, планини и възвишения.